# La Peñota
La Peñota  es una montaña de la sierra de Guadarrama en el sistema Central en España. Tiene una altitud de 1945 metros sobre el nivel del mar y está situada en el límite de las provincias de Madrid, comunidad del mismo nombre, y Segovia, perteneciente esta última a Castilla y León. Su cara sur está dentro del término municipal de municipio madrileño de Los Molinos y la norte en el término municipal del municipio segoviano de El Espinar. La ladera este se encuentra en el municipio madrileño de Cercedilla. Se alza entre el puerto de Guadarrama, al oeste del pico, el valle de la Fuenfría, al este, y el valle del río Moros, al norte.

## Características

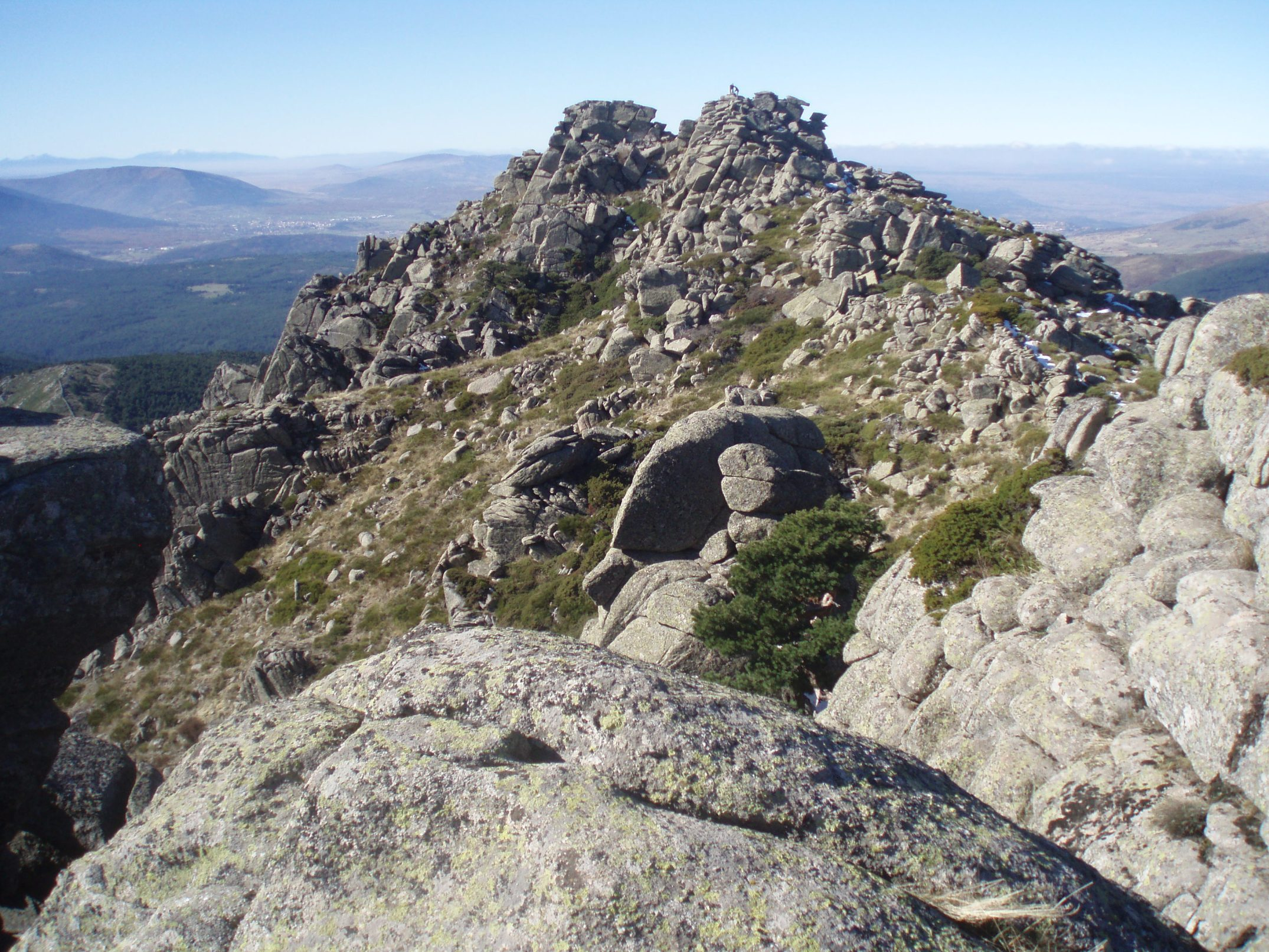
Cumbre central, y más alta, de La Peñota.

La cima se compone de tres pequeñas cumbres de granito visibles desde determinados lugares. Allí está situado el vértice geodésico que lo atestigua.
Su cima constituye uno de los mejores miradores de la sierra, desde la que se ve gran parte de la llanura madrileña y segoviana. En su ladera sur predominan sobre todo las praderas alpinas, los roquedales y los matorrales bajos de montaña. En cambio, su vertiente norte está cubierta casi enteramente por un bosque de pinos silvestres. Esta montaña está dentro del parque nacional de Guadarrama. 
En la ladera sur, a una altitud de 1650 metros y muy cerca del collado del Rey se encuentra un pino silvestre muy peculiar, conocido como Pino Solitario o de San Roque. Tiene unos 27 metros de alto, 6 metros de perímetro al hombro, 18 metros de ancho de copa, más de 350 años de edad y puede ser el pino silvestre más grande de España. Se encuentra aislado de otros pinos ya que fue uno de los pocos supervivientes de un incendio que asoló la zona a mediados del siglo XX.

## Ascensión

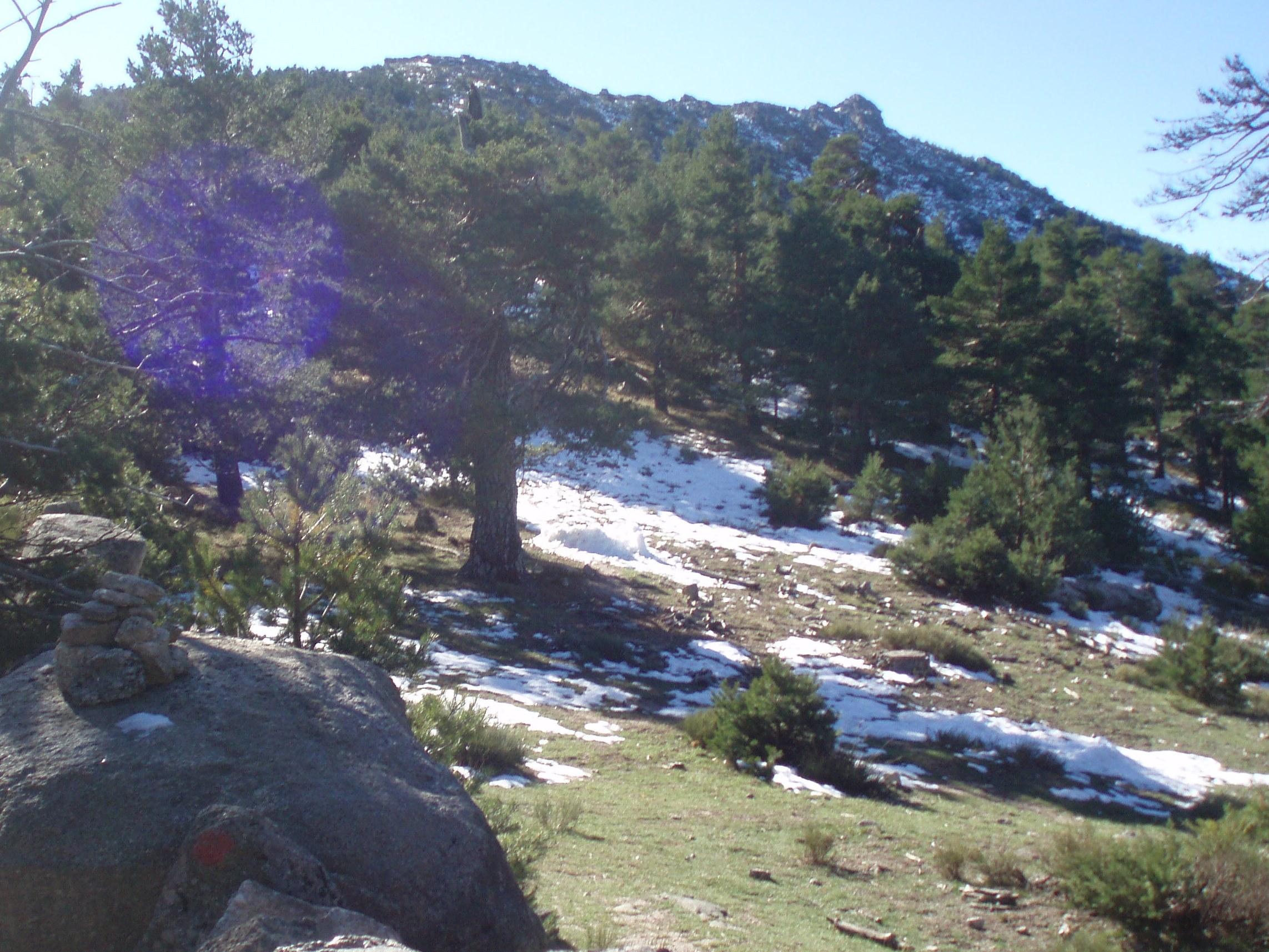
Cara norte de La Peñota vista desde el collado de Cerromalejo (1774 m).

Se puede llegar a la cima de La Peñota por un camino que sale de la estación de Cercedilla. No tiene dificultad técnica pero el desnivel acumulado es de 800 metros. Este sendero asciende en sentido noroeste por la ladera este de La Peñota hasta alcanzar el collado de Cerromalejo (1774 m). En ese punto el camino asciende por la cresta de la montaña hacia el sur hasta alcanzar la cima.
Otra ruta de acceso es desde el puerto de Guadarrama o Alto del León. Esta ruta tiene algo más de dificultad que la anterior, sobre todo en invierno, pero en ausencia de nieve se puede realizar sin más dificultad que la del desnivel y distancia.
Ambas rutas forman parte del Sendero de Gran Recorrido GR-10: etapa Cercedilla - San Lorenzo de El Escorial. 

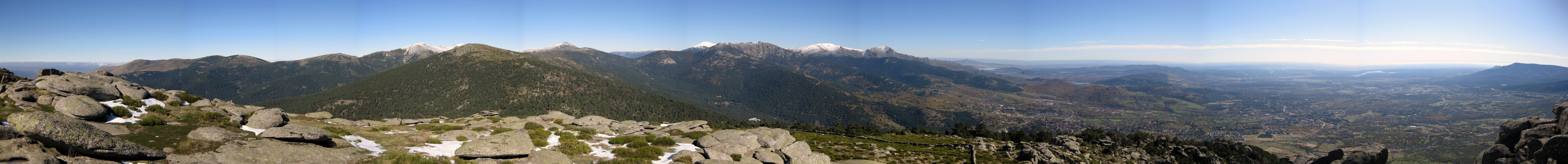
Vista panorámica desde la cima.